# Archivo histórico de la Universidad de Nariño
El archivo histórico de la Universidad de Nariño, ubicado en San Juan de Pasto, contiene un fondo histórico sobre el municipio de Pasto (del Cabildo, fondos notariales, de la Provincia, de la Asamblea Departamental, correspondencia, el fondo Documentos, Resoluciones y Actas, así como el fondo Judicial) así como los documentos de la gobernación de Nariño (ordenanzas, resoluciones, decretos, actas, posesiones etc.), de la Notaria Segunda de Pasto, de la Orden de la Inmaculada Concepción (desde el siglo XVII hasta alrededor de 1960), del diario El Derecho y un archivo parcial del Diario del Sur.
El archivo abre sus puertas a investigaciones científicas.